# Costume (direito canônico católico)
No direito canônico da Igreja Católica, costume é a prática repetida e constante de determinados atos por um período de tempo definido, que, com a aprovação do legislador competente, adquirem assim força de lei.  Um costume é uma lei não escrita introduzida pelos atos contínuos dos fiéis com o consentimento do legislador legítimo.  Historicamente, alguns costumes rituais e regulamentares seriam registados em textos conhecidos como consuetudinários para uso tanto em catedrais e ordens religiosas específicas como para divulgação entre comunidades eclesiais associadas. 
O costume pode ser considerado um fato e uma lei. Na verdade, trata-se simplesmente da repetição frequente e livre de atos relativos à mesma coisa; como lei, é o resultado e a consequência desse fato. Daí o seu nome, que deriva de consuesco ou consuefacio e denota a frequência da ação. 
Para que o costume se torne fonte de direito, deve ser aprovado pelo legislador competente. O costume no direito canônico não é simplesmente criado pelo povo através da prática constante de determinado ato, mas é a prática constante de determinado ato, com a intenção de tornar um costume, que é aprovado pelo legislador competente, adquirindo assim o força da lei. Isto se deve ao ensinamento eclesiológico católico sobre a constituição da Igreja Católica,  que afirma que Cristo constituiu a Igreja por delegação divina de poder às autoridades hierárquicas; a Igreja não foi criada pelo consentimento dos governados, mas pela vontade direta de Cristo.

## Divisões de costume
1. Considerado em extensão, um costume é universal, se for recebido por toda a Igreja; ou geral (embora sob outro aspecto, particular), se observado em todo um país ou província; ou especial, se existir entre sociedades menores, mas perfeitas; ou mais especial ( specialissima ) se entre particulares e sociedades imperfeitas. Este último não pode elevar um costume a uma lei legítima. [2]
2. Considerado de acordo com a duração, o costume é prescritivo ou não prescritivo. O primeiro é subdividido, de acordo com o tempo necessário para que um costume de fato se torne um costume de direito, em ordinário (isto é, dez ou quarenta anos) e imemorial. [2]
3. Considerado de acordo com o método de introdução, um costume é judicial ou extrajudicial. A primeira é aquela derivada do uso ou precedente forense. Isto é de grande importância nos círculos eclesiásticos, pois os mesmos prelados são geralmente legisladores e juízes, ou seja, o papa e os bispos. O costume extrajudicial é introduzido pelo povo, mas a sua sanção torna-se tanto mais fácil quanto maior for o número de homens instruídos ou proeminentes que o adotam. [2]
4. Considerado na sua relação com a lei, um costume está de acordo com a lei (juxta legem) quando interpreta ou confirma um estatuto existente; ou ao lado da lei (proeter legem) quando não existe legislação escrita sobre o assunto; ou contrária à lei (contra legem) quando derroga ou revoga lei já em vigor. [2]

## Condições legais para costume
A verdadeira causa eficiente de um costume eclesiástico, na medida em que constitui lei, é unicamente o consentimento da autoridade legisladora competente. Todas as leis da Igreja implicam jurisdição espiritual, que reside apenas na hierarquia e, consequentemente, os fiéis não têm poder legislativo, nem por direito divino nem por estatuto canônico. Portanto, o consentimento expresso ou tácito da autoridade eclesiástica é necessário para dar a um costume a força de uma lei eclesiástica. Este consentimento é denominado legal quando, por estatuto geral e antecipadamente, os costumes razoáveis recebem aprovação. O costume eclesiástico difere, portanto, radicalmente do costume civil. Pois, embora ambos surjam de uma certa conspiração e acordo entre o povo e os legisladores, na Igreja toda a força jurídica do costume deve ser obtida do consentimento da hierarquia, enquanto no estado civil, o próprio povo é um só das fontes reais da força jurídica do costume. O costume, como fato, deve proceder da comunidade, ou pelo menos da ação do maior número que constitui a comunidade. Estas ações devem ser gratuitas, uniformes, frequentes e públicas, e realizadas com a intenção de impor uma obrigação. O uso, do qual há dúvida. também deve ser de natureza razoável. O costume introduz uma nova lei ou revoga uma antiga. Mas uma lei, pelo seu próprio conceito, é uma ordenação da razão e, portanto, nenhuma lei pode ser constituída por um costume irracional. Além disso, como uma lei existente não pode ser revogada exceto por justa causa, segue-se que o costume que revoga a lei antiga deve ser razoável, caso contrário faltaria a justiça necessária. Um costume, considerado como fato, não é razoável quando é contrário à lei divina, positiva ou natural; ou quando for proibido pela autoridade eclesiástica competente; ou quando é ocasião de pecado e oposta ao bem comum. 
Um costume também deve ter uma prescrição legítima. Essa prescrição obtém-se pela continuação do ato em questão durante um determinado período de tempo. Nenhum estatuto canônico definiu positivamente qual é esse período de tempo e, portanto, sua determinação é deixada à sabedoria dos canonistas. Os autores geralmente sustentam que para a legalização de um costume de acordo com ou fora da lei é suficiente um espaço de dez anos; enquanto que para um costume contrário à lei muitos exigem um lapso de quarenta anos. A razão apresentada para a necessidade de um espaço tão longo como quarenta anos é que a comunidade só lentamente se convencerá da oportunidade de revogar a antiga e abraçar a nova lei. A opinião, porém, que sustenta que dez anos são suficientes para estabelecer um costume ainda que contrário à lei pode ser seguida com segurança. Na prática, as Congregações Romanas dificilmente toleram ou permitem qualquer costume, mesmo imemorial, contrário aos cânones sagrados. Na introdução de uma lei por prescrição, presume-se que o costume foi introduzido de boa fé, ou pelo menos por desconhecimento da lei contrária. Se, porém, um costume for introduzido por conivência, a boa-fé não é exigida, pois, na verdade, a má-fé deve, pelo menos no início, ser pressuposta. Como, porém, quando há questão de conivência, o legislador competente deve saber da formação do costume e ainda assim não se opor a ele quando poderia facilmente fazê-lo, a lei contrária deverá então ser revogada diretamente pela revogação tácita do legislador. Um costume contrário aos bons costumes ou ao direito positivo natural ou divino deve sempre ser rejeitado como um abuso e nunca pode ser legalizado. 

## Força do costume
Os efeitos de um costume variam com a natureza do ato que causou sua introdução, ou seja, conforme o ato está de acordo com (juxta), ou ao lado (prœter), ou contrário (contra) à lei escrita. 
1. A primeira não constitui uma nova lei no sentido estrito da palavra; o seu efeito é antes confirmar e fortalecer um estatuto já existente ou interpretá-lo. Daí o axioma dos juristas: o costume é o melhor intérprete das leis. O costume, de fato, considerado como um fato, é uma testemunha do verdadeiro sentido de uma lei e da intenção do legislador. Se, então, faz com que um sentido determinado seja obrigatoriamente associado a uma frase jurídica indeterminada, ela se torna uma interpretação autêntica da lei e, como tal, adquire verdadeira força vinculativa. Wernz refere-se a este mesmo princípio para explicar por que a frase frequentemente recorrente em documentos eclesiásticos, “a disciplina existente da Igreja, aprovada pela Santa Sé”, indica uma norma verdadeira e uma lei obrigatória. [2]
2. A segunda espécie de costume tem força de uma nova lei, vinculativa para toda a comunidade, tanto no foro interno como no externo. A menos que uma exceção especial possa ser provada, a força de tal costume estende-se à introdução de estatutos proibitivos, permissivos e preceptivos, bem como a decretos penais e anulatórios. [2]
3. Em terceiro lugar, um costume contrário à lei tem o efeito de revogar, total ou parcialmente, um decreto já existente, pois tem força de uma lei nova e posterior. No que diz respeito à legislação eclesiástica penal, tal costume pode eliminar diretamente uma obrigação de consciência, enquanto o dever de submissão à pena pela transgressão do antigo preceito pode permanecer, desde que a pena em questão não seja uma censura nem um castigo tão severo como necessariamente pressupõe uma falta grave. Por outro lado, esta espécie de costume também pode eliminar a punição associada a uma lei particular, enquanto a própria lei permanece obrigatória quanto à sua observância. [2]

O costume imemorial, desde que se demonstre que as circunstâncias mudaram de modo a torná-lo razoável, tem o poder de revogar ou alterar qualquer lei humana, mesmo que lhe tenha sido originalmente acrescentada uma cláusula proibindo qualquer costume em contrário. Ao costume imemorial está também associada a força incomum de induzir a presunção da existência de um privilégio apostólico, desde que o referido privilégio não seja considerado um abuso, e o titular do privilégio presumido seja uma pessoa legalmente capaz de adquirir a coisa em questão sem obtendo primeiro uma permissão apostólica especial e expressa para isso. Ferraris observa que nenhum costume imemorial, se não for confirmado por privilégio apostólico, expresso ou presuntivo, pode ter qualquer força para a revogação das liberdades ou imunidades eclesiásticas, na medida em que tanto o direito canônico quanto o direito civil declaram tal costume como irracional por sua própria natureza. Em geral, pode-se dizer que um costume válido, tanto na constituição como na revogação das leis, produz os mesmos efeitos que um ato legislativo. 

## Sobre os decretos tridentinos
Uma questão especial foi levantada por alguns canonistas sobre se as leis do Concílio de Trento podem ser alteradas ou revogadas pelos costumes, mesmo que imemoriais, ou se todos esses costumes contrários não devem ser rejeitados como abusos. Alguns destes escritores restringem a sua negação do valor dos costumes contrários aos costumes comuns, alguns também aos imemoriais. É inquestionavelmente um princípio geral do direito canônico que o costume pode alterar os estatutos disciplinares até mesmo dos concílios ecumênicos. A principal razão para rejeitar este princípio em favor dos decretos tridentinos em particular é que qualquer costume contrário seria certamente irracional e, portanto, injustificável. Não é de forma alguma evidente, porém, que todos esses costumes contrários devam necessariamente ser irracionais, como fica claro pelo fato de que alguns autores permitem e outros negam o valor de costumes imemoriais nas instalações, mesmo quando concordam em reprovar a força de costumes comuns. 
Na verdade, não existe nenhum decreto da Sagrada Congregação do Concílio que declare, absoluta e genericamente, que todos os costumes contrários às leis do Concílio de Trento são inválidos. Além disso, o Tribunal da Rota Romana permitiu a força de costumes imemoriais contrários aos decretos disciplinares de Trento, e a Sagrada Congregação do Concílio os tolerou pelo menos em questões secundárias. Um exemplo saliente da visão oficial romana é a declaração do Santo Ofício (11 de março de 1868) de que o decreto tridentino sobre casamentos clandestinos, mesmo após a promulgação, foi revogado em algumas regiões por costume contrário (Collect. S.C. de Prop. Fid., nº 1408). A confirmação do Concílio de Trento pelo Papa Pio IV (26 de janeiro de 1564; 17 de fevereiro de 1565) abole todos os costumes contrários existentes; entretanto, as cartas papais não contêm nada que invalide os costumes futuros. Devido à data relativamente recente do Concílio de Trento e à urgência da Santa Sé em que os seus decretos sejam observados, não é fácil surgir um costume contrário, mas sempre que as condições de um costume legítimo são cumpridas, não há razão por que os decretos tridentinos deveriam ser mais imunes do que os de qualquer outro concílio ecumênico. 

## Cessação do costume
Deve ser rejeitado qualquer costume cuja existência como tal não possa ser legalmente provada. Um costume é uma questão de fato e, portanto, a sua existência deve ser testada da mesma forma que a existência de outros factos alegados é testada. Neste particular, são de grande valor os decretos dos sínodos, o testemunho do Ordinário diocesano e de outras pessoas dignas de crédito. As provas são consideradas tanto mais fortes quanto mais se aproximam dos monumentos públicos e oficiais. Se se trata de provar um costume imemorial, as testemunhas devem poder afirmar que elas próprias têm conhecimento do assunto em questão há pelo menos quarenta anos, que ouviram ser referidas pelos seus progenitores como algo sempre observado, e que nem eles nem seus pais jamais tiveram conhecimento de qualquer fato em contrário. Se o fato da existência de um alegado costume não for suficientemente provado, este deve ser rejeitado como fonte de direito. Os costumes podem ser revogados por legislador eclesiástico competente, da mesma forma e pelos mesmos motivos que são revogadas outras portarias. Uma lei geral posterior contrária a um costume geral anulará este último, mas um costume particular não será revogado por uma lei geral, a menos que seja inserida uma cláusula nesse sentido. Mesmo tal cláusula anulatória não será suficiente para a revogação de costumes imemoriais. Estas últimas devem ser mencionadas explicitamente, pois não devem ser incluídas em nenhuma frase jurídica geral, por mais abrangentes que sejam os seus termos. Os costumes também podem ser revogados por costumes contrários, ou podem perder a sua força jurídica pelo simples facto de caírem em desuso. Finalmente, uma declaração autêntica de que um costume é absolutamente contrário aos bons costumes e prejudicial aos interesses da hierarquia ou dos fiéis priva-o do seu suposto valor jurídico. 